# Sadism

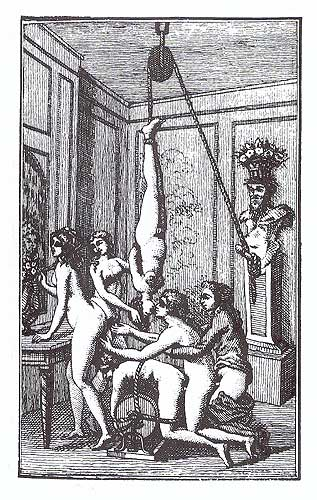
Gravură din 1789 pentru cartea "Juliette" a marchizului de Sade

Sadismul este o parafilie care consistă în pulsiuni, fantasme și comportamente marcate și persistente, implicând căutarea și obținerea unei excitații sexuale prin activități reale și non simulate, care provoacă suferință fizică sau psihică altcuiva (umilind sau bătând acea persoană etc.).
Este posibil ca fanteziile sexuale să fie prezente din copilărie. Sadismul sexual este de obicei cronic. Când sadismul sexual este practicat cu persoane care nu consimt, este posibil ca activitatea să fie repetată până când persoana cu sadism sexual este prinsă. Unii indivizi cu sadism sexual se pot angaja în acte sadice pentru mulți ani, fără necesitatea de a crește potențialul de producere a unei vătămări corporale grave. De regulă, însă, severitatea actelor sadice crește cu timpul. Când sadismul sexual este sever, și în special când acesta este asociat cu tulburarea de personalitate antisocială, indivizii își pot vătăma grav sau ucide victmele.
Psihanaliza extinde noțiunea de sadism dincolo de perversiunea sexuală descrisă de sexologi (caracterizată de erotizarea durerii pricinuite celuilalt), identificând numeroase manifestări latente, în special infantile, făcând din sadism una din componentele fundamentale ale vieții pulsionale.
În sadismul sexual, plăcerea este urmarea instictului agresiv și, conform teoriei psihanalitice, apare ca urmare a fricii de castrare la bărbat. Sadismul sexual este asociat frecvent violului și destul de des se asociază cu omorul. Sadismul sexual este de regulă cronic, iar severitatea actelor sadice crește cu timpul. Tratamentul pentru sadismul sexual este psihoterapeutic și psihiatric, cu prognotic destul de rezervat. Prognosticul este mai bun dacă există un istoric de activitate sexuală normală.
Sadismul sexual e diferit de BDSM. Sadismul sexual nu implică acceptul partenerului sau jocul sexual sau de roluri.

## Etimologie
Termenul sadism, pus în circulație de psihiatrul Richard von Krafft-Ebing, își are originea în numele unui aristocrat francez, Marchizul de Sade, al cărui principiu în viață a fost satisfacerea propriei sale plăceri prin intermediul unei alte persoane, prin exercitarea violenței.